# Cupido adana
Cupido adana är en fjärilsart som beskrevs av Druce 1873. Cupido adana ingår i släktet Cupido och familjen juvelvingar. Inga underarter finns listade i Catalogue of Life.